# Mignon (opera)
Mignon je opera v treh dejanjih (štirih slikah) Ambroisea Thomasa. Libreto sta po Goethejevi literarni predlogi Učna leta Wilhelma Meistra spisala Michel Carre in Jules Barbier. Krstna predstava je bila 17. novembra 1866 v pariški Operi Comique. V izvirniku je opera brez recitativov, z govorjeno prozo. Že pri krstni predstavi je opera požela velik uspeh.
Najznamenitejši odlomek iz opere je arija Mignon »Li poznaš deželo bajno...«; melodijo je skladatelj porabil tudi v uverturi in v zaključnem spevu tretjega dejanja.
Zaradi srečnega konca v »Mignon«, ki je v očitnem nasprotju z dejanjem Goethejevega romana, je finale opere skladatelj dvakrat predelal za nemške odre, da bi izravnal prevelike razlike med izvirnikom in opernim besedilom. Tudi za londonsko uprizoritev leta 1870 je skladatelj opero revidiral, in sicer je spremenil glasovne višine pevskih vlog.
Opera je bila na sporedu ljubljanske Opere novembra leta 1934. 

## Osebe
- Mignon - sopran
- Filina, igralka - mezzosopran
- Viljem, bogat mladenič - tenor
- Lothario, star pevec - bas
- Laertes, igralec - tenor
- Jarno, ciganski vodja - bas
- Friderik, mlad študent - tenor
- Antonio, služabnik -  bas
- meščani, igralci, cigani.

## Vsebina
Godi se v Nemčiji in Italiji leta 1790.

### Prvo dejanje
Gostilniško dvorišče. 
V nedeljo na dvorišču gostilne nekega malega nemškega mesta sedijo meščani pri vrčku piva. Mimo pride Lotarijo, ki blodi po svetu in išče svojo izgubljeno hčerko Sperato. Ob lutnji zapoje žalostno pesem. Meščani mu natočijo pijače, da bi prenehal z žalostnim petjem. V splošno veselje pride skupina ciganov. Na balkonu se pojavita tudi Filina in Laertes, dva člana gledališke družbe. Živahen valček, ki ga poje Filina z zborom, prinese veselo razpoloženje. Cigan Jarno ukaže Mignon zaplesati jajči ples. Mignon, ki se je naveličala prenašati surovost svojega mučitelja, se upre, ko pa jo ta hoče prisiliti v ples s palico, ji priskoči na pomoč najprej Lotarijo, nato pa Viljem Majster, mladenič z Dunaja. Filina vrže ciganu mošnjo denarja in ga odškoduje za izgubljeni zaslužek. Vsi sprašujejo, kdo je tujec, ki je zaščitil Mignon. Majster pripoveduje o svojih načrtih, Laertes pa ga svari pred ženskami, posebno pred Filino, ki ravnokar prihaja in na prvi pogled očara mladeniča. Ko ostane Viljem Majster sam, pride Mignon, da se mu zahvali. Na vsa vprašanja mu odgovori s pesmijo: Poznaš deželo, kjer oranže cveto. Majster odkupi od Jarna Mignon in ji vrne svobodo. Lotarijo pride in se poslovi od Mignon, ker hoče kakor lastovice na jug. Filina predstavi Majstru svojega oboževalca Friderika, Laertes pa prinese povabilo barona Kosenberga za predstavo na svojem gradu. Tudi Majstra povabijo s seboj kot pesnika. Mignon je hotel Majster pustiti pri dobrih ljudeh, ona pa se noče ločiti od svojega zaščitnika in ga hoče spremljati kot služkinja, sicer odpotuje z Lotarijem. Majster jo vzame s seboj, ker jo noče prepustiti usodi. Z družbo igralcev se odpeljejo na grad tudi Majster, Mignon in Lotarijo.

### Drugo dejanje

#### Prva slika
Baroničina soba.
Filina se lepotiči in kramlja z Laertom. Majster in v dečka preoblečena Mignon vstopita, da pozdravita Filino. Smešiti prične njegovo skrb za Mignon in ga dražiti s svojo koketnostjo. Mignon postaja ljubosumna. Ko ostane sama, si očita, da je vzrok vsem zbadljivkam. Nato se vsede k toaletni mizici in se hoče kakor Filina polepšati. Preobleče se celo v Filinino obleko, med Majstrovim in Friderikovim dvobojem pa priskoči tako preoblečena v sobo, da bi ščitila Majstra. Viljem spozna šele sedaj njeno lepoto, a tudi nevarnost zanjo in zase, zato ji pove, da se morata ločiti. Žalostna pristane na to. Zagrenjena zaradi Filininega zasmehovanja vzame svojo culo in se preobleče spet v cigansko obleko. Igralci v kostumih »Sna kresne noči« gredo k predstavi.

#### Druga slika
Grajski park. 
Mignon hoče vsa obupana skočiti v bližnje jezero. Zasliši se Lotarijeva lutnja. Pokliče ga, da mu potoži svojo bolečino. Ko sliši ploskanje z gradu, želi, da bi grad pogorel. Lotarijo izgine, čim je slišal te besede. Iz gradu pridejo navdušeni gledalci. Filina poje v kostumu Titanije polonezo. Lotarijo sporoči Mignon, da jo je maščeval in zažgal grad. Viljem je vesel, da je spet našel Mignon, Filina pa jo pošlje v gledališče po šopek, ki ga ji je dal Viljem. Ko je vstopila v gledališče, je Laertes opazil ogenj. Zavlada splošna zmeda. Majster je brez pomisleka skočil za njo in jo rešil iz plamenov.

### Tretje dejanje
Galerija stare palače v Italiji.
Majster je pripeljal z Lotarijem bolno Mignon v Italijo. Od starega služabnika izve, da je palača, v kateri stanujejo, že petnajst let brez gospodarja in je naprodaj. Lotariju pove Majster svoj sklep, da bo kupil to palačo Čiprijani (ital. Cipriani). Ko Lotarijo zasliši to ime, vstane, se ogleduje, gre k vratom in se začne spominjati teh prostorov. Viljem ljubi Mignon in ko pride iz sobe, si padeta v naročje. Prizna ji svojo ljubezen, ona pa ga spomni Filine. Prav v tem pa zadoni pesem Titanije, ki jo poje Filina nekje ob jezeru. Mignon ne more svojemu dragemu razkriti svoje ljubezni in pade v nezavest. Nepričakovano se prikaže lepo oblečen in otožnosti ozdravljen Lotarijo. On sam je pogrešani in izginuli grof Čiprijani. V kaseti prinaša lepotičje, ki se ga spominja tudi Mignon, poleg tega tudi molitvenik, iz katerega se še spominja neke molitvice. V sosednji sobi zagleda sliko svoje matere. Oče in hčerka, ki so jo davno ugrabili cigani, se spoznata. Vse tri objame veselje, ampak Mignon ne zdrži teh pretresljajev sreče in se onesvesti. Kmalu pa se opomore in srečno združeni hvalijo Boga.

## Glasbeni primer
- Arija Mignon Connais-tu le pays